# Pilpuerta
Pilpuerta är en ort i Mexiko.   Den ligger i kommunen Benito Juárez och delstaten Veracruz, i den sydöstra delen av landet, 180 km nordost om huvudstaden Mexico City. Pilpuerta ligger 273 meter över havet och antalet invånare är 556.
Terrängen runt Pilpuerta är huvudsakligen kuperad, men den allra närmaste omgivningen är platt. Runt Pilpuerta är det ganska tätbefolkat, med 96 invånare per kvadratkilometer. Närmaste större samhälle är Benito Juárez, 14,8 km nordväst om Pilpuerta. Trakten runt Pilpuerta består till största delen av jordbruksmark.